# Mark Morgan
Mark Morgan (Los Angeles, ...) è un compositore e musicista statunitense.
Ha composto principalmente musiche per videogiochi e serie televisive, tra cui: Dark Seed II, Wasteland 2 e Special Unit 2. Ha collaborato, come musicista e compositore, nell'album Love Among the Cannibals degli Starship.

## Filmografia parziale

### Cinema
- I dannati di Hollywood (Where the Day Takes You), regia di Marc Rocco (1992)

### Televisione
- Mr. Chapel (Vengeance Unlimited) - serie TV, 16 episodi (1998-1999)
- FreakyLinks - serie TV, 3 episodi (2001)
- The District - serie TV, 32 episodi (2001-2004)
- Special Unit 2 - serie TV, 19 episodi (2001-2002)
- One Tree Hill - serie TV, 45 episodi (2003-2005)
- Killer Instinct - serie TV, 13 episodi (2005-2006)
- Shark - Giustizia a tutti i costi (Shark) - serie TV (2006-2008)

## Videogiochi
- Dark Seed II (1995)
- Fallout (1997)
- Fallout 2 (1998)
- Planescape: Torment (1999)
- Civilization: Call to Power (1999)
- Giants: Citizen Kabuto (2000)
- Need for Speed: Shift (2009)
- Wasteland 2 (2014)
- Torment: Tides of Numenera (2017)
- Wasteland 3 (2020)